# مؤسسة الربو والحساسية الأمريكية
مؤسسة الربو والحساسية الأمريكية (بالإنجليزية: Asthma and Allergy Foundation of America) هي منظمة غير ربحية مكرسة لإيجاد علاج للربو، والتحسس الغذائي، والحساسية الأنفية وأمراض الحساسية الأخرى. وأيضا تثقيف الجمهور حول هذه الأمراض. شعار المنظمة هو «للحياة بلا حدود» والمنظمة تمثل 70 مليون أمريكي يعانون من الربو والحساسية.

## التاريخ
تأسست المنظمة في عام 1953 لمكافحة الانتشار المتزايد للربو وأمراض الحساسية في الولايات المتحدة. تشمل أنشطة الأكاديمية: تمويل البحث العلمي الأساسي للمساعدة في البحث عن العلاجات، تعزيز الوعي الوطني بهذه الأمراض، تحسين نوعية الحياة للمرضى. لدى المنظمة شبكة في جميع أنحاء الولايات المتحدة. كما تملك أيضًا عدد من مجموعات الدعم المحلية بخصوص الربو، والحساسية الغذائية ومجموعة متنوعة من الحالات التحسسية المحددة الأخرى.
يتم تمويل المنظمة من خلال مساهمات الجمهور، إلى جانب الهدايا والمنح المقدمة من المؤسسات والهيئات الحكومية بالإضافة إلى التبرعات الخيرية من مجموعات القطاع الخاص. تدير المنظمة برنامج الربو والحساسية في الولايات المتحدة، وأيضًا أبحاثًا للتعرف على الربو والحساسية، كما طورت مجموعة متنوعة من برامج التثقيف الصحي في الربو والحساسية، والتي تم التحقق منها من خلال البحوث الرسمية للمساعدة في تحسين النتائج الصحية للمرضى.

## قراءة معمقة
- “Morbidity and Mortality Weekly Report,” CDC National Center for Health Statistics, February 24, 2006, 55(07);185
- “Morbidity and Mortality Weekly Report,” CDC National Center for Health Statistics, February 27, 2004, 53(07):145-8

## وصلات خارجية
- Asthma and Allergy Foundation of America
- AAFA en Espanol
- AAFA Facebook Page
- AAFA Facebook Causes Page نسخة محفوظة 18 يناير 2013 at Archive.is
- AAFA Twitter Page
- AAFA Online Community Page
- asthma & allergy friendly Certification - international product testing and certification program.
- Asma en Espanol نسخة محفوظة 27 يناير 2019 على موقع واي باك مشين.
- MyFoodAllergies.net - online resource for people with food allergies.
- Asthma Capitals - annual research and rankings of the "most challenging places to live with asthma."
- Spring Allergy Capitals - annual research and rankings of the "most challenging places to live with spring allergies."
- Fall Allergy Capitals - annual research and rankings of the "most challenging places to live with fall allergies."
- Sleep-Work-Play - online resource about allergic asthma and how to improve quality of life issues for asthma patients.
- Allergy Action Plan - online resource about seasonal allergies and how to recognize, diagnose, prevent and treat the disease.
- National Asthma and Allergy Awareness Month
- Transition Now!
- Ready to Go Pro - The NBA's Asthma Education Program with AAFA.
- State Honor Roll of Asthma & Allergy Policies for Schools
- Pets and Allergies - www.thetotalpetspa.com - The Total Pet Spa® Removes allergens and dander from pets without the stress of a Bath, Bath-Less Cleaning Kit with Refill Cleansing Pads